# 磯谷実紅
磯谷 実紅（いそがい みく、2000年12月28日 - ）は、日本の女子バレーボール選手である。

## 来歴
岐阜県出身。
2015年、第29回JOC全国都道府県対抗中学大会に出場し、優秀選手賞を受賞。大阪国際滝井高等学校、筑波大学を経て、2022/23シーズン、V.LEAGUE DIVISION1 WOMEN（V1女子）に所属するデンソーエアリービーズの内定選手となった。内定選手としてV1女子の試合に出場し、Vリーグデビューを果たした。
2023年、大学卒業後に、デンソーエアリービーズに入団した。
2025年4月、2024-25シーズン限りでの退団が発表された。4月30日に自由交渉選手として公示。

## 所属チーム
- 大阪国際滝井高等学校（2016-2019年）
- 筑波大学（2019-2023年）
- デンソーエアリービーズ（2023-2025年）

## 受賞歴
- 2015年 - 第29回JOC全国都道府県対抗中学大会 優秀選手賞